# HD 203010
HD 203010，又名CD-5013325，SAO 246983、HR 8152，是一颗恒星，视星等为6.38，位于銀經348.4，銀緯-44.22，其B1900.0坐标为赤經21h 14m 25.1s，赤緯-50° -44.22′ 25″。